# Йорданов, Николай
Николай Евлогиев Йорданов (18 октября 1969, Видин) — болгарский гребец-байдарочник, выступал за сборную Болгарии в конце 1980-х — середине 1990-х годов. Участник трёх летних Олимпийских игр, бронзовый призёр чемпионата мира, многократный победитель и призёр первенств национального значения.

## Биография
Николай Йорданов родился 18 октября 1969 года в городе Видине. Активно заниматься греблей начал в раннем детстве, проходил подготовку в местном спортивном клубе «Бдин».
Первого серьёзного успеха на взрослом международном уровне добился в 1988 году, когда попал в основной состав болгарской национальной сборной и благодаря череде удачных выступлений удостоился права защищать честь страны на летних Олимпийских играх в Сеуле — с четырёхместным экипажем, куда также вошли гребцы Пётр Годев, Иван Маринов и Борислав Цветков, на дистанции 1000 метров дошёл до стадии полуфиналов, где финишировал четвёртым.
После Олимпиады Йорданов остался в основном составе гребной команды Болгарии и продолжил принимать участие в крупнейших международных регатах. Так, в 1989 году он побывал на домашнем чемпионате мира в Пловдиве, откуда привёз награду бронзового достоинства, выигранную в зачёте четырёхместных байдарок с Петром Годевым, Иваном Мариновым и Андрианом Душевым на дистанции 500 метров — лучше финишировали только экипажи из СССР и ФРГ. Будучи одним из лидеров болгарской команды, благополучно прошёл квалификацию на Олимпийские игры в Барселоне — в четвёрках на тысяче метрах дошёл до финала и занял в решающем заезде восьмое место.
Четыре года спустя отправился представлять страну на Олимпийских играх в Атланте, где повторил результат четырёхлетней давности, в четвёрках на километре финишировал в финале восьмым. Вскоре по окончании этих соревнований принял решение завершить спортивную карьеру, уступив место в сборной молодым болгарским гребцам.